# Brigade van Bylandt
De Brigade van Bylandt vormde een Nederlandse brigade der infanterie onder het commando van generaal-majoor Willem Frederik Graaf van Bylandt.
De brigade was genummerd 1e Brigade en vormde samen met de 2e Brigade van Nassause eenheden, gecommandeerd door kolonel Friedrich Wilhelm von Goedecke, de 2e Nederlandse Divisie gecommandeerd door luitenant-generaal H.G. baron De Perponcher-Sedlnitsky. Deze divisie was onderdeel van het 1ste Korps van het Brits-Nederlandse leger dat werd bijeengebracht in de Zuidelijke Nederlanden om Frankrijk binnen te vallen. Dit geallieerde leger stond onder leiding van de hertog van Wellington. Het 1ste Korps stond onder leiding van de prins van Oranje, de latere koning Willem II.
De 1e Brigade was samengesteld uit de volgende eenheden, volgens de laatste tweewekelijkse telling van de ochtend van 15 juni 1815:
- 27e Bataljon Jagers (23 officieren en 739 effectieve manschappen) onder leiding van luitenant-kolonel J.W. Grunebosch
- 7e Bataljon Infanterie van Linie (23 officieren en 666 effectieve manschappen) onder luitenant-kolonel F.C. Vanden Sande
- 5e Bataljon Nationale Militie (21 officieren en 454 effectieve manschappen) onder luitenant-kolonel J.J. Westenberg
- 7e Bataljon Nationale Militie (22 officieren en 622 effectieve manschappen) onder luitenant-kolonel H. Singendonck
- 8e Bataljon Nationale Militie (22 officieren en 502 effectieve manschappen) onder luitenant-kolonel W.A. de Jongh
- Voetbatterij (3 officieren en 116 manschappen) onder kapitein Stevenaert
- Artillerietrein (2 officieren en 137 manschappen)

In totaal 3352 officieren en manschappen, exclusief de kleine brigadestaf.

## Veldslagen bij Quatre-Bras en Waterloo
De 1e Brigade heeft in juni 1815 tijdens de slag bij Quatre-Bras op 16 juni en de slag bij Waterloo op 18 juni aan geallieerde zijde gevochten tegen het Franse leger van Napoleon Bonaparte.
Op 15 juni werden Nassause eenheden van de 2e Brigade aangevallen door Franse voorposten; dit leidde tot de slag bij Quatre-Bras waarin de 1e Brigade onder commando van Van Bylandt een grote rol speelde. Na de gevechten bij Quatre-Bras trok de brigade terug op Waterloo, waar ze in de eerste linie deelnam aan de slag bij Waterloo en aangevallen werd door de Franse infanterie van het 1e Corps van d'Erlon.
Na de Slag bij Waterloo marcheerde het Geallieerde leger naar Parijs, waar keizer Napoleon uiteindelijk afstand deed van de troon en een periode van 25 jaar oorlog werd afgesloten.